# Copa Mundial de Hockey Femenino de 1981
La IV Copa Mundial de Hockey Femenino se celebró en Buenos Aires (Argentina) entre el 27 de marzo y el 5 de abril de 1981 bajo la organización de la Federación Internacional de Hockey (FIH) y la Federación Argentina de Hockey sobre Césped.
Compitieron en el campeonato 12 selecciones nacionales afiliadas a la FIH por el título mundial, cuyo anterior portador era el equipo de los Países Bajos, ganador del Mundial de 1978.
El equipo de la RFA conquistó su segundo título mundial al vencer en la final al equipo de los Países Bajos con un marcador de 1-1 (3-1). El conjunto de la URSS ganó la medalla de bronce en el partido por el tercer puesto contra el equipo de Australia.

## Grupos
| Grupo A   | Grupo B      |
| --------- | ------------ |
| RFA       | Países Bajos |
| URSS      | Australia    |
| Argentina | Canadá       |
| Japón     | Bélgica      |
| México    | España       |
| Francia   | Austria      |

## Primera fase
Los primeros dos de cada grupo disputaron las semifinales. El resto disputaron los correspondientes partidos de clasificación final.

### Grupo A
| Equipo    | J | G | E | P | GF | GC | DG  | PTS |
| --------- | - | - | - | - | -- | -- | --- | --- |
| RFA       | 5 | 5 | 0 | 0 | 18 | 2  | +16 | 15  |
| URSS      | 5 | 3 | 0 | 2 | 15 | 4  | +11 | 9   |
| Argentina | 5 | 3 | 0 | 2 | 12 | 9  | +3  | 9   |
| Japón     | 5 | 2 | 0 | 3 | 9  | 16 | -7  | 6   |
| México    | 5 | 2 | 0 | 3 | 7  | 15 | -8  | 6   |
| Francia   | 5 | 0 | 0 | 5 | 5  | 20 | -15 | 0   |

- Resultados

| Fecha | Partido   | Partido | Partido   | Resultado |
| ----- | --------- | ------- | --------- | --------- |
| 27.03 | URSS      | -       | Francia   | 5-0       |
| 27.03 | RFA       | -       | México    | 2-0       |
| 27.03 | Japón     | -       | Argentina | 3-2       |
| 28.03 | URSS      | -       | Japón     | 5-0       |
| 28.03 | RFA       | -       | Francia   | 5-1       |
| 28.03 | Argentina | -       | México    | 6-1       |
| 29.03 | RFA       | -       | Japón     | 4-1       |
| 29.03 | Francia   | -       | México    | 4-1       |
| 29.03 | Argentina | -       | URSS      | 2-0       |
| 31.03 | RFA       | -       | URSS      | 2-0       |
| 31.03 | México    | -       | Japón     | 2-1       |
| 31.03 | Argentina | -       | Francia   | 2-0       |
| 01.04 | Japón     | -       | Francia   | 5-2       |
| 01.04 | URSS      | -       | México    | 6-0       |
| 01.04 | RFA       | -       | Argentina | 5-0       |

### Grupo B
| Equipo       | J | G | E | P | GF | GC | DG  | PTS |
| ------------ | - | - | - | - | -- | -- | --- | --- |
| Países Bajos | 5 | 5 | 0 | 0 | 20 | 0  | +20 | 15  |
| Australia    | 5 | 4 | 0 | 1 | 15 | 3  | +12 | 12  |
| Canadá       | 5 | 3 | 0 | 2 | 8  | 10 | -2  | 9   |
| Bélgica      | 5 | 2 | 0 | 3 | 5  | 12 | -7  | 6   |
| España       | 5 | 0 | 1 | 4 | 0  | 10 | -10 | 1   |
| Austria      | 5 | 0 | 1 | 4 | 2  | 15 | -13 | 1   |

- Resultados

| Fecha | Partido      | Partido | Partido   | Resultado |
| ----- | ------------ | ------- | --------- | --------- |
| 27.03 | Países Bajos | -       | Bélgica   | 7-0       |
| 27.03 | Australia    | -       | Austria   | 6-0       |
| 27.03 | Canadá       | -       | España    | 3-0       |
| 28.03 | España       | -       | Austria   | 0-0       |
| 28.03 | Países Bajos | -       | Australia | 2-0       |
| 28.03 | Canadá       | -       | Bélgica   | 2-1       |
| 29.03 | Bélgica      | -       | Austria   | 3-1       |
| 29.03 | Países Bajos | -       | Canadá    | 4-0       |
| 29.03 | Australia    | -       | España    | 3-0       |
| 31.03 | Australia    | -       | Canadá    | 4-1       |
| 31.03 | Países Bajos | -       | Austria   | 4-0       |
| 31.03 | Bélgica      | -       | España    | 1-0       |
| 01.04 | Países Bajos | -       | España    | 3-0       |
| 01.04 | Canadá       | -       | Austria   | 2-1       |
| 01.04 | Australia    | -       | Bélgica   | 3-2       |

## Fase final
|  | Semifinales  | Semifinales  |   |           | Final        | Final |  |
|  |              |              |   |           |              |       |  |
|  |              |              |   |           |              |       |  |
|  |              |              |   |           |              |       |  |
|  | RFA          | 2            |   |           |              |       |  |
|  | Australia    | 1            |   |           |              |       |  |
|  |              |              |   |           |              |       |  |
|  |              |              |   |           |              |       |  |
|  |              |              |   |           | RFA          | 3 P   |  |
|  |              | Países Bajos | 1 |           |              |       |  |
|  |              |              |   |           |              |       |  |
|  |              |              |   |           |              |       |  |
|  |              |              |   |           | Tercer lugar |       |  |
|  |              |              |   |           |              |       |  |
|  | Países Bajos | 7            |   | Australia | 1            |       |  |
|  | URSS         | 3            |   |           | URSS         | 5     |  |

### Partidos de clasificación
Puestos 9.º a 12.º
| Fecha | Partido | Partido | Partido | Resultado |
| ----- | ------- | ------- | ------- | --------- |
| 03.04 | Francia | -       | Austria | 1-0       |
| 03.04 | España  | -       | México  | 2-0       |

Puestos 5.º a 8.º
| Fecha | Partido   | Partido | Partido | Resultado |
| ----- | --------- | ------- | ------- | --------- |
| 03.04 | Canadá    | -       | Japón   | 3-1       |
| 03.04 | Argentina | -       | Bélgica | 3-1       |

Undécimo lugar
| Fecha | Partido | Partido | Partido | Resultado |
| ----- | ------- | ------- | ------- | --------- |
| 05.04 | México  | -       | Austria | 1-0       |

Noveno lugar
| Fecha | Partido | Partido | Partido | Resultado |
| ----- | ------- | ------- | ------- | --------- |
| 05.04 | Francia | -       | España  | 2-0       |

Séptimo lugar
| Fecha | Partido | Partido | Partido | Resultado   |
| ----- | ------- | ------- | ------- | ----------- |
| 05.04 | Japón   | -       | Bélgica | 1-1 (4-2) P |

Quinto lugar
| Fecha | Partido | Partido | Partido   | Resultado |
| ----- | ------- | ------- | --------- | --------- |
| 05.04 | Canadá  | -       | Argentina | 3-0       |

### Semifinales
| Fecha | Partido      | Partido | Partido   | Resultado |
| ----- | ------------ | ------- | --------- | --------- |
| 03.04 | RFA          | -       | Australia | 2-1       |
| 03.04 | Países Bajos | -       | URSS      | 7-3       |

### Tercer lugar
| Fecha | Partido   | Partido | Partido | Resultado |
| ----- | --------- | ------- | ------- | --------- |
| 05.04 | Australia | -       | URSS    | 1-5       |

### Final
| Fecha | Partido | Partido | Partido      | Resultado   |
| ----- | ------- | ------- | ------------ | ----------- |
| 05.04 | RFA     | -       | Países Bajos | 1-1 (3-1) P |

## Clasificación general
| 1. RFA          |
| 2. Países Bajos |
| 3. URSS         |
| 4. Australia    |
| 5. Canadá       |
| 6. Argentina    |
| 7. Japón        |
| 8. Bélgica      |
| 9. Francia      |
| 10. España      |
| 11. México      |
| 12. Austria     |